# Wahlkreis Ammassalik
Der Wahlkreis Ammassalik war von 1979 bis 1999 ein grönländischer Wahlkreis für die Wahl zum Inatsisartut. Der Wahlkreis umfasste die Gemeinde Ammassalik.

## Vertreter
Folgende Personen vertraten den Wahlkreis:
| Wahlperiode | Mitglied | Mitglied          | 1. Stellvertreter  | 2. Stellvertreter | Anmerkung        |
| ----------- | -------- | ----------------- | ------------------ | ----------------- | ---------------- |
| 1979–1983   |          | Anders Andreassen | Jaffet Boassen     | Lars Ignatiussen  |                  |
| 1979–1983   |          | Jakob Sivertsen   | Paulus Jonathansen | Andreas Ingemann  | Ausgleichsmandat |
| 1983–1984   |          | Jakob Sivertsen   | Paulus Jonathansen | Andreas Ingemann  |                  |
| 1984–1987   |          | Jakob Sivertsen   | Paulus Jonathansen | Andreas Ingemann  |                  |
| 1987–1991   |          | Jakob Sivertsen   | Andreas Ingemann   | Gerth Pîvât       |                  |
| 1991–1995   |          | Jakob Sivertsen   | Gaba Táunâjik      | Andreas Ingemann  |                  |
| 1995–1999   |          | Jakob Sivertsen   | Aage Kristiansen   | Viggo Mikaelsen   |                  |
| 1995–1999   |          | Anders Andreassen | Justus Ignatiussen | Pele Maratse      | Ausgleichsmandat |